# Initial D: Extreme Stage
Initial D: Extreme Stage (頭文字D エクストリーム ステージ Inishyaru D Ekusutorimu Suteji?) es un videojuego de carreras desarrollado por Sega para PlayStation 3. Está basado en el manga japonés Initial D creado por Shuichi Shigeno en 1995.
Initial D: Extreme Stage fue lanzado en Japón, Hong Kong, Singapur, Taiwán y Corea del Sur el 3 de julio de 2008. Initial D: Extreme Stage es la secuela de Initial D: Special Stage para PlayStation 2 y Initial D: Street Stage para PlayStation Portable. Initial D: Extreme Stage no está protegido por regiones. Fue lanzado en dos versiones, la versión japonesa y la versión asiática. Ambas están en japonés, pero la versión asiática ofrece un manual en inglés.

## Jugabilidad
Tiene mucha similitud con Initial D: Arcade Stage 4 con ajustes y adiciones. Las restricciones impuestas al jugador en la sala de juegos, como permitir el ajuste del vehículo después de 3 expulsiones de la tarjeta IC, se han eliminado ya que ahora no hay tarjeta IC.
El juego en línea está disponible con una cuenta de PlayStation Network. La cuenta japonesa de PSNet permite a los usuarios conectarse usando All.Net de Sega. En línea se puede usar en todas las regiones, pero solo en la versión japonesa. El juego en línea tiene carreras de clasificación, carreras gratuitas, salas de chat utilizadas para iniciar carreras gratuitas y listas de jugadores clasificados actualmente. Las salas de chat ofrecen una capacidad de chat limitada pero permiten mensajes personalizados.
El modo de clasificación empareja a los jugadores en el sistema PlayStation 3. Los puntos de juego se obtienen de todas las carreras, según el desempeño del jugador. Después de la carrera, el medidor de clasificación del jugador aumentará o disminuirá según el resultado del partido, la clasificación del oponente y los puntos de clasificación necesarios para subir de nivel.

### Modos
Initial D: Extreme Stage ofrece dos o tres modos de juego, según la versión.
- Leyenda de las calles: como Initial D Arcade Stage 4, este es el modo historia del juego en el que te enfrentas a personajes de la serie en Happogahara (solo consola) a pesar de que el curso no está en la sala de juegos.
- Contrarreloj: este modo te permite competir con cualquiera de tus 3 autos en cualquier recorrido del juego.  Esto también le permite acumular puntos.
- Juego en línea: solo versión japonesa.

### Pistas
Todas las pistas tienen una opción de subida/bajada (entrada/salida para Happo y Tsukuba, en sentido contrario a las agujas del reloj para el lago Akina, cuesta abajo/reversa para Iroha), opción de día/noche, opción seca/húmeda en Time Attack.  Tanto en Time Attack como en Legend of the Street, el jugador tiene la opción de cambiar la música que se reproduce durante la carrera.

### Descarga de contenido
Los jugadores japoneses tuvieron la opción de descargar un parche gratuito lanzado más tarde para desbloquear 3 autos que se agregaron a la versión 1.5 de IDAS4: RX-8, MX-5 y Altezza. Los jugadores japoneses también tienen la opción de comprar dos complementos adicionales de My Character Part, que, si los compras, te darán más piezas de personalización de personajes por ¥ 336 cada una.
La tienda PSN japonesa también vendió capítulos de manga de Initial D por 300 yenes cada uno.